# Radovesnice II

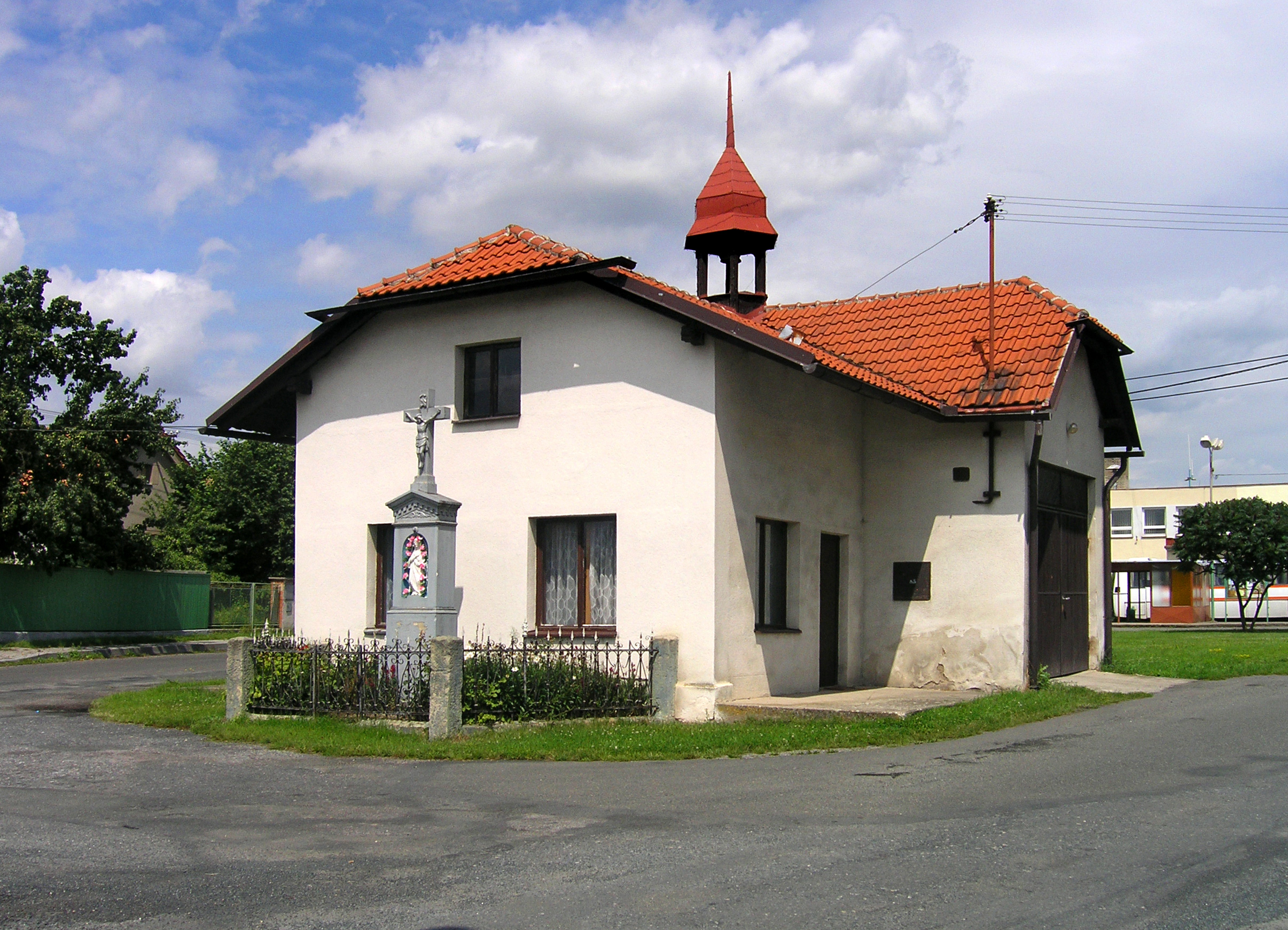
Spritzenhaus

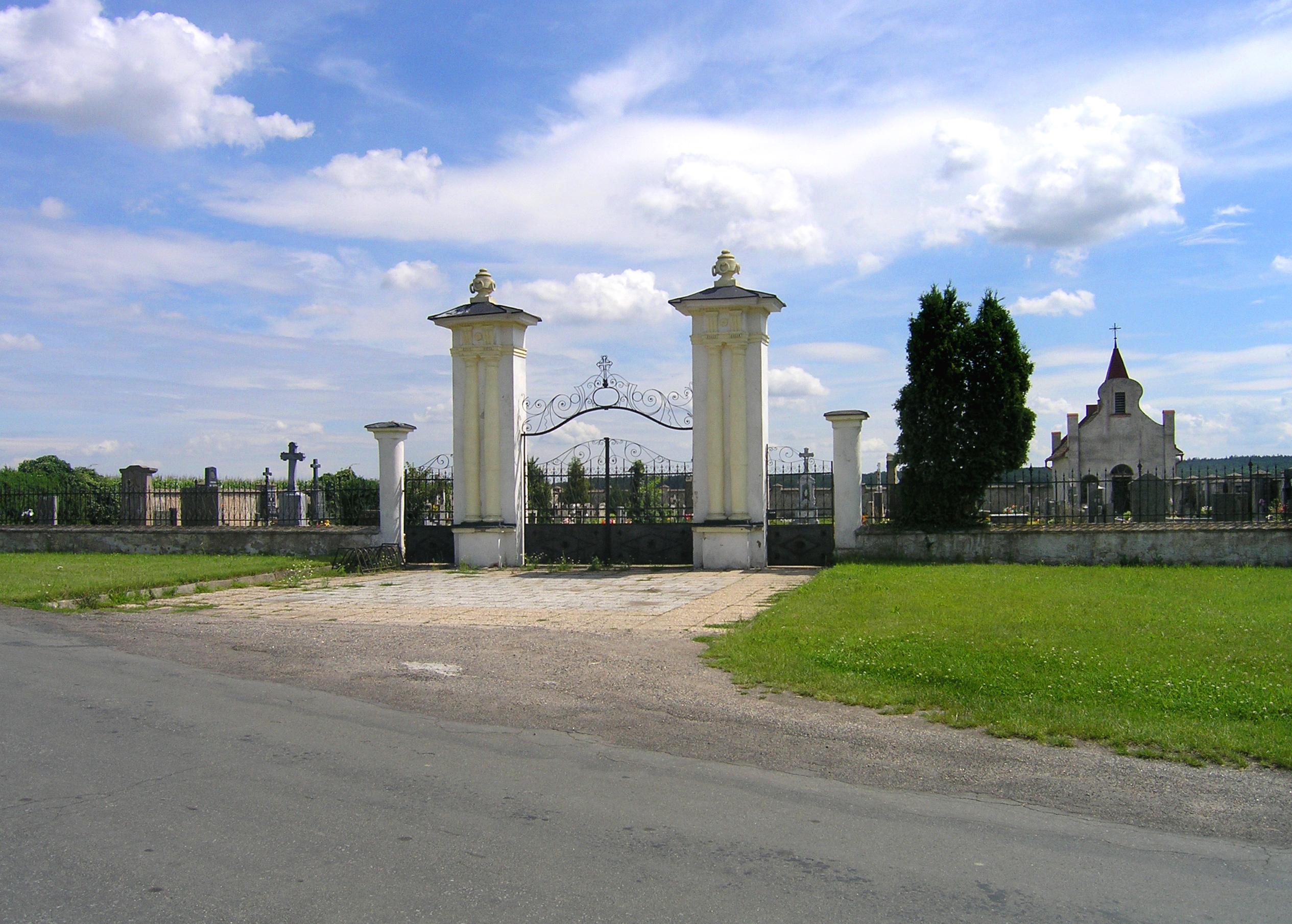
Friedhof

Radovesnice II, bis 1960 Radovesnice (deutsch Radowesnitz)  ist eine Gemeinde in Tschechien. Sie liegt sieben Kilometer nördlich von Týnec nad Labem und gehört zum Okres Kolín.

## Geographie
Radovesnice II befindet sich am Bach Radovesnický potok in der Středolabské tabule (Tafelland an der mittleren Elbe). Südlich erhebt sich die Vinice (254 m n.m.), im Westen der Holý vrch (266 m n.m.) und der Dománovický vrch (269 m n.m.). Gegen Nordosten liegt der Teich Proudnický rybník. Drei Kilometer nördlich verläuft die Dálnice 11 / E 67.
Nachbarorte sind Korce, Zbraň, Končice und Žiželice im Norden, Loukonosy und Rozehnaly im Nordosten, Kundratice und Bílé Vchynice im Osten, Rasochy, Hlavečník und Uhlířská Lhota im Südosten, Lipec im Süden, Chrást und Němčice im Südwesten, Ohaře, Polní Chrčice und Dománovice im Westen sowie Žehuň und Choťovice im Nordwesten.

## Geschichte
Die erste schriftliche Erwähnung von Radovesnice erfolgte 1321. Im Jahre 1348 erwarb Peter von Rosenberg das Gut und vereinigte es mit der Herrschaft Hradišťko. Zu den nachfolgenden Besitzern gehörten u. a. Johann von Landstein und Diviš Slavata von Chlum und Koschumberg. Letzterer war 1547 einer der Anführer des Ständeaufstandes gegen König Ferdinand I. und verlor nach der Niederschlagung des Aufstandes seinen Besitz. Ab 1552 besaß Jan Klusák von Kostelec das Gut Radovesnice, ab 1572 gehörte es Bernard Dobrženský von Dobrženitz. Nach dem Tod des Ondřej Klusák teilten dessen Söhne 1590 die Güter Radovesnice und Lipec unter sich auf. Im Jahre 1607 verkaufte Mikuláš Klusák von Kostelec das Dorf Radovesnice mit der Feste an König Rudolf II., der es mit der Herrschaft Podiebrad vereinigte. Eine Zeit lang wurde das Dorf dann als Císařské Radovesnice bezeichnet.
Zwischen 1777 und 1783 wurde unmittelbar östlich von Radovesnice im Zuge der Raabisation das Dorf Freudenthal angelegt. Die doppelte Häuserzeile entstand auf emphyteutisierten Fluren des Meierhofes Radovesnice und erhielt ihren Namen nach ihrer anmutigen Lage.
Im Jahre 1833 bestand das im Bidschower Kreis gelegene Rustikaldorf Radowesnitz aus 67 Häusern, in denen 478 Personen, darunter 19 protestantische und eine jüdische Familie lebten. Im Ort gab es eine von der Obrigkeit errichtete und unterhaltene Schule. Abseits lag ein obrigkeitliches Forsthaus (Píska). Nach Radowesnitz konskribiert waren das Dominikaldorf Freudenthal. Die am Teich Rozehnal gelegene Rozehnaler Mühle war dagegen beim Dorf Rozehnal in der Herrschaft Chlumetz konskribiert. Radowesnitz war eines der fünf Dörfer des Chrtschitzer oder Oberen Gerichts. Pfarrort war Žiželitz. Bis zur Mitte des 19. Jahrhunderts blieb Radowesnitz der k.k. Kameralherrschaft Podiebrad untertänig.
Nach der Aufhebung der Patrimonialherrschaften bildeten Radovesnice und Fraidenthal ab 1849 die Gemeinde Radovesnice im Gerichtsbezirk Chlumetz. Ab 1868 gehörte die Gemeinde zum Bezirk Neubydžow. 1869 hatte Radovesnice 542 Einwohner und bestand aus 81 Häusern. Radovesnice und Fraidenthal verschmolzen in der Folgezeit zu einer Einheit. Der Teich Rozehnal wurde zum Ende des 19. Jahrhunderts trockengelegt. Im Jahre 1900 lebten in Radovesnice 769 Menschen, 1910 waren es 820. Im Jahre 1916 verkaufte die Familie zu Hohenlohe-Schillingsfürst den Hof Radovesnice mit den zugehörigen Wäldern an Jan Havelka. Zwischen 1924 und 1925 erfolgte der Bau einer schmalspurigen Rübenbahn, die von der Zuckerfabrik Libněves über den Damm des Žehuňský rybník, Žehuň, Choťovice, Korce und Končice nach Radovesnice führte. 1930 hatte Radovesnice 709 Einwohner. 1945 wurde das Gut von Jan Havelka teilweise und 1948 vollständig durch den Staat enteignet.
1959 erfolgte der Abbau der Schmalspurbahnstrecke nach Libněves. Im Jahre 1960 wurde die Gemeinde dem Okres Kolín zugeordnet und erhielt zur Unterscheidung von einer gleichnamigen Gemeinde den amtlichen Namen Radovesnice II. 1961 erfolgte die Eingemeindung von Lipec und Rozehnaly. Bis 1990 war Radovesnice II ein rein landwirtschaftliches Dorf. Lipec löste sich 1990 wieder los und bildete eine eigene Gemeinde. Beim Zensus von 2001 lebten in den 193 Häusern von Radovesnice II 398 Personen; die gesamte Gemeinde bestand aus 222 Häusern und hatte 421 Einwohner.

## Gemeindegliederung
Die Gemeinde Radovesnice II besteht aus den Ortsteilen Radovesnice II (Radowesnitz) und Rozehnaly (Rozehnal), die zugleich auch Katastralbezirke bilden. Zu Radovesnice II gehören zudem die Ortslage Famílie (Freudenthal) und die Einschicht Píska.

## Sehenswürdigkeiten
- Statue des hl. Johannes von Nepomuk in Famílie, geschaffen 1894 vom Steinmetz Josef Erben aus Podhorní Újezd. Finanziert wurde sie von den Einwohnern und Philipp Ernst zu Hohenlohe-Schillingsfürst. 1925 wurde die Statue nach Famílie versetzt und an ihrem ursprünglichen Standort auf dem Dorfplatz das Gefallenendenkmal aufgestellt. 2015 erfolgte die Restaurierung.[6]
- Steinernes Kreuz auf dem Dorfplatz
- Gedenkstein für die Gefallenen des Ersten Weltkrieges auf dem Dorfplatz, enthüllt 1925
- Friedhofstor im Empirestil, errichtet zu Beginn des 19. Jahrhunderts.[7]
- Veteranen-Museum, eröffnet 2015 durch den Sammler Bohumil Vokál. Die Ausstellung umfasst u. a. 260 Motorräder, 84 Traktoren und 4 Autos.[8]